# Batalla de Chilpancingo
La Batalla de Chilpancingo fue una acción militar durante la Rebelión de Vicente Guerrero. Se llevó a cabo el 2 de enero de 1831 en la periferia de Chilpancingo, en el territorio del actual estado mexicano de Guerrero. Fue la última gran batalla librada durante la denominada Guerra del Sur, la cual había iniciado cuando Vicente Guerrero fue despojado de la presidencia de los Estados Unidos Mexicanos por los centralistas mediante la Rebelión del Ejército de Reserva y Protector de la Constitución y Leyes encabezada por el vicepresidente Anastasio Bustamante.

## Antecedentes
Nicolás Bravo fue nombrado comandante general de las tropas del gobierno bustamantista. Desde abril de 1830 realizó campañas contra las fuerzas de Juan Álvarez, quien apoyaba el Plan de Codallos y reclamaba la injusta destitución de Vicente Guerrero como presidente de la república. Las fuerzas del gobierno del vicepresidente Bustamante se habían confrontado contra los pronunciados en la batalla de Venta Vieja con un resultado similar de bajas para ambos bandos, y en la batalla de Texca en la que había ocurrido la muerte del general Gabriel de Armijo. De esta forma, la alta moral de los pronunciados los indujo a tratar de sorprender a Nicolás Bravo, a quien intentaron atraer a la zona de la Costa Grande con el objetivo de dispersar sus fuerzas para así atacarlas, no obstante, Bravo no cayó la en la trampa, pues prefería un combate general con sus soldados bien pertrechados.

## Batalla
Desde el 29 de diciembre de 1830, las tropas de Álvarez se situaron entre Tixtla y Chilpancingo con el objetivo de realizar un ataque sorpresa. Enterado de este movimiento, el 1 de enero de 1831, Bravo ordenó rodear a los atacantes. Las fuerzas de Álvarez establecieron su campamento principal en la cumbre del Tontequiquil al noreste de Chilpancingo.  Mientras tanto, el 7° batallón permanente con una fuerza de trescientos hombres llegó a reforzar a Nicolás Bravo, su ejército estaba conformado por cien hombres del activo de Michoacán, doscientos sesenta del local de Chilapa, ciento veinte de la sección de Morales que incluía ochenta caballos, y otras fuerzas más de caballería.
La batalla comenzó a las 6:00 AM del día 2 de enero y se extendió por más de tres horas, Bravo tuvo que replegarse ante el contraataque de los sitiadores, pero finalmente logró derrotarlos. Las fuerzas del gobierno reportaron trescientas bajas enemigas y ciento cuatro prisioneros. Por esta acción, Nicolás Bravo fue premiado con una espada de honor que le otorgó el Congreso de la Unión. Por su parte, Juan Álvarez logró escapar, durante la lucha cuerpo a cuerpo le mataron dos caballos y estuvo a punto de perder la vida.

..Su resistencia fue admirable, pelearon con valor y por el término de cuatro horas la victoria estuvo indecisa en medio del fuego más activo; mas habiendo llegado á su período el sufrimiento, se vinieron á las manos y entonces más que nunca dudé del buen éxito..
Nicolás Bravo, El Sol, 11 de enero de 1831.

## Desenlace
Quince días más tarde, Vicente Guerrero fue traicionado y aprehendido por el genovés Francisco Picaluga. Después de un juicio sumario fue ejecutado el 14 de febrero de 1831. El gobierno de Bustamante logró capturar y ejecutar a Juan José Codallos el 15 de junio. En septiembre, se pactó un armisticio con Juan Álvarez y las hostilidades cesaron. 
Un año después de la batalla de Chilpancingo, Antonio López de Santa Anna proclamó el Plan de Veracruz, iniciando nuevamente una revolución en contra del gobierno centralista. Bustamante y los "hombres de bien" finalmente dejaron el poder al firmar los Convenios de Zavaleta.